# Вана-Тург

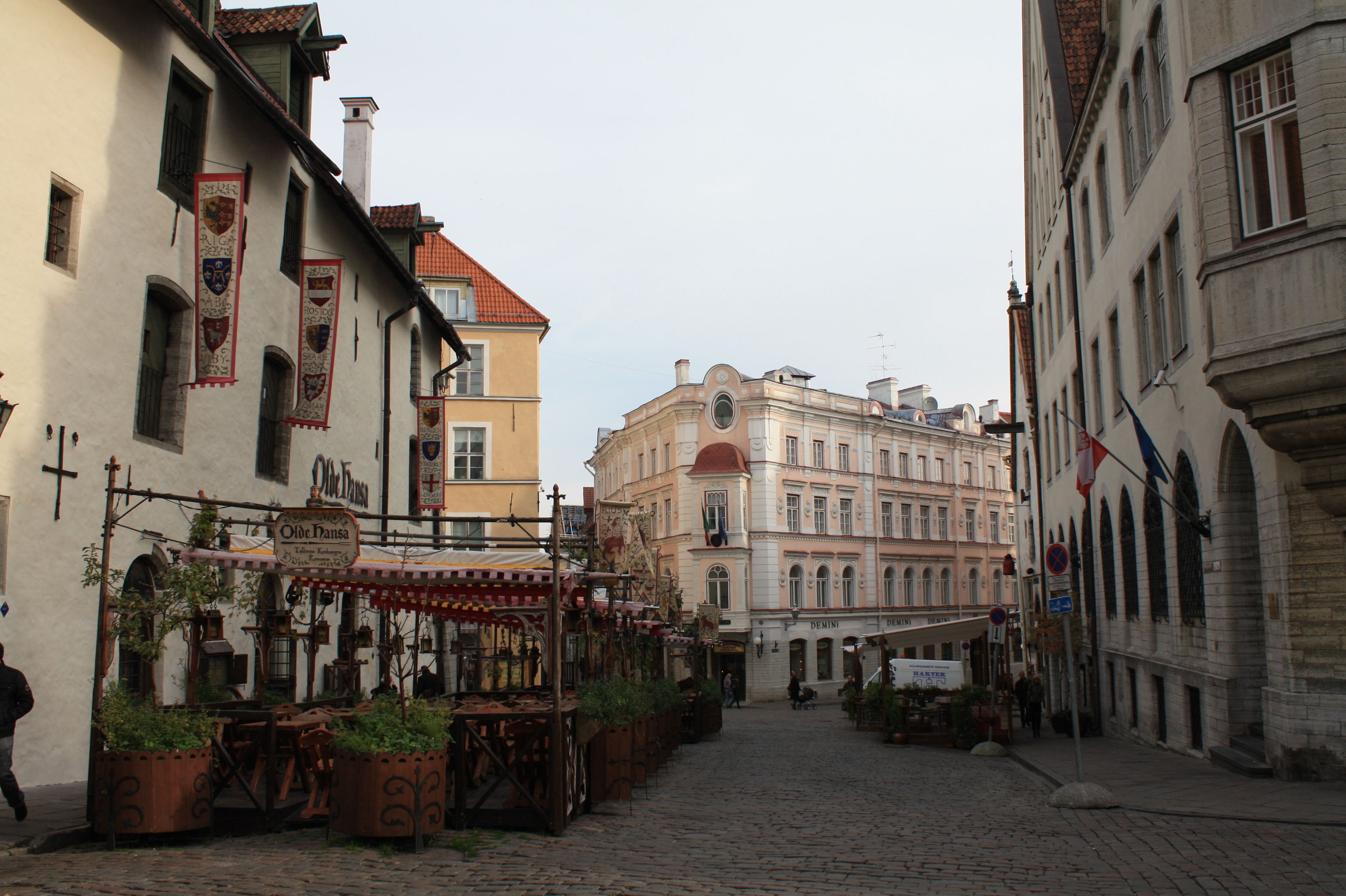
Вид на площу з боку вулиці Кунінга

Пло́ща Ва́на Турґ (ісп. Vana Turg — старий ринок) — колишня ринкова площа, що розташована в старому місті Таллінна, столиці Естонії.
На площу виходять 5 вулиць: Вана-Туру-Каел, Відні, Віру, Суур-Кар'я та Кунінга.
Розташована в безпосередній близькості від Ратушної площі, з якою з'єднується вулицею Вана Туру каел.

## Історія
Один із найстаріших ринків Таллінна. Старіше за нього тільки ринок на Ратушній площі. Розташований в місці, яке чудово підходить для торгівлі, адже й зараз за структурою сучасних вулиць видно, що на майдан з'єднуються п'ять доріг, а колись це були не просто вузькі міські вулички, а початок п'яти торгових шляхів — у міську цитадель (Вишгород), до порту, через Пярну на Ригу, через Тарту на Псков і через Нарву на Новгород). Через те, що цей ринок перебував на перетині торгових шляхів, то його специфікою було те, що торгували тут іноземні купці. Особливо сильно торгівля стала розвиватися з появою в 1346 р. Таллінна, як у Ганзейського міста, складочного права (нім. Stapelrecht).

### Будинки
| Номер будинку | Зображення | Опис |
| ------------- | ---------- | --- |
| Вана-турґ № 1 |            | Ресторан Olde Hansa — Середньовічна будівля, яка отримала сучасний вигляд у XVII столітті, коли три сусідніх комори, обриси яких вгадуються з боку площі і тепер, були об'єднані в одну будову під спільним дахом. |
| Вана-турґ № 2 |            | Банківський дім — будівля початку XX століття побудована в неоготичному стилі. Сьогодні в будівлі міститься Посольство Республіки Польщі і джазовий клуб Clazz.                                                    |
| Віру № 2      |            | Ресторан Peppersack — середньовічний будинок. Побудований в 1434 році, на місці старішого дерев'яного і має вигляд звичайного для купецьких будинків готичної епохи.                                               |
| Кунінга № 2   |            | Дім єпископа — великий середньовічний будинок з фасадними пишними медальйонами, які зображують євангелістів і Христа, а також готичними нішами.                                                                    |

| Естонія | Це незавершена стаття з географії Естонії. Ви можете допомогти проєкту, виправивши або дописавши її. |